# Okamoto Maszahiro
Okamoto Maszahiro (Csiba, 1983. május 17. –) japán válogatott labdarúgó.

## A nemzeti válogatottban
A japán U20-as válogatott tagjaként vett részt a 2003-as ifjúsági labdarúgó-világbajnokságon.